# 苗曾
苗曾（？—24年），中国汉朝更始政权武将、政治人物，更始帝属下人物。

## 事跡
| 姓名           | 苗曾                        |
| 時代           | 汉代                        |
| 生卒年         | 生年不詳 - 24年（更始二年） |
| 字・別号       | 〔不詳〕                    |
| 本貫・出身地等 | 〔不詳〕                    |
| 職官           | 幽州牧〔更始〕              |
| 爵位・号等     | -                           |
| 陣营・所属等   | 更始帝                      |
| 家族・一族     | 〔不詳〕                    |

更始二年（24年）五月，劉秀（後汉光武帝）平定河北王郎後，長安的更始帝忌惮劉秀威勢高涨。封劉秀为蕭王，奪其兵权，让他和諸将返回長安，任命苗曾为幽州牧、韋順为上谷郡太守、蔡充为漁陽郡太守，派遣他们到任。劉秀听从耿弇進言，没有還朝。　
劉秀为了平定銅馬等河北民軍，计划動員幽州十郡突骑，鄧禹推薦派遣吴汉持符節去征召。苗曾听说，暗中命令幽州各郡不听调。吴汉率领二十騎到右北平郡無終，苗曾没有防備，在路上出迎。吴汉直率騎兵，把苗曾捕拿，将他斬杀，奪取其軍。韋順、蔡充被耿弇誅殺。幽州各郡听说苗曾之死，非常震撼，响应吴汉的征召。

## 注
1. ↑  当時，上谷太守为耿況、漁陽太守为彭寵